# 堂吉诃德

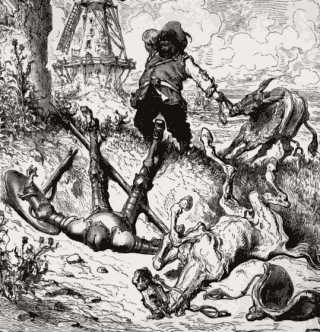
唐吉訶德與他的第一瘦马羅西南特（楊绛譯本作駑骍難得），和他的侍從桑丘·潘沙與他的驢子，於攻擊風車之後慘敗。由古斯塔夫·多雷绘制

《吉訶德》（西班牙語發音：[doŋ kiˈxote] ⓘ），全名为《奇情异想的绅士堂吉诃德·德·拉·曼却》，是西班牙作家塞萬提斯於1605年和1615年分兩部分出版的反騎士小說。故事背景是个早就没有骑士的年代，主角唐吉訶德在阅读了骑士小说之后，曾幻想自己是個骑士，并作出種種令人匪夷所思的行徑，最终从梦幻中甦醒過来。
《唐吉訶德》被視為西班牙黃金時代最有影響力的作品之一，以及整個西班牙的文學典範，也是現代西方文學的奠基作品之一以及最早的西方典範小說之一。對書中主角堂吉诃德的評價呈現多樣化，他被一些人視為堅持信念、憎恨壓迫、崇尚自由的英雄，又被另一些人當成沉溺於幻想、脫離現實、動機善良但行為盲目且有害的典型。總之是一個集矛盾於一身、既可喜又可悲的人物。
這本書留下了一句著名的開場白：
|  | 拉曼查有個地方，地名就不用提了，不久前住着一位贵族。他那樣的贵族，矛架上有一支长矛，还有一面古代皮盾、一匹瘦马和一只猎兔狗。 |

## 创作背景
《堂吉诃德》的产生是一个时代的产物。西班牙经过收復失地運動，颠覆和驱逐了阿拉伯人的统治，完成了国家的统一，同时又依靠其庞大的骑士队伍，雄霸欧洲，远征美洲，造就了西班牙的“黄金世纪”。这一时期，西班牙的文学也繁荣发展起来，田园小说、流浪汉小说、骑士文学和戏剧等各大流派争奇斗艳。骑士文学在西班牙曾风靡一时，各种作品层出不穷，如《骑士蒂朗》以及风靡欧洲的《高卢的阿玛迪斯》等。别林科夫说“骑士小说表现出对个人人格的爱护和尊重，为压迫者和被压迫者牺牲全部力量甚至自己生命的勇敢精神，把女子作为爱和美在尘世的代表。”骑士文学对于冲破中世纪神学禁欲主义的束缚、对人性的解放具有极大的进步意义。不过随着后来封建经济的解体和火枪火炮在军事上的使用，骑士文化变得越来越不合时宜，十五世纪开始出现一批打家劫舍、杀人越货的强盗骑士，骑士文学开始变得愈发庸俗化。塞万提斯生活的时期，西班牙还流行着五六十部粗制滥造、荒谬愚昧的骑士小说，为此，塞万提斯决定创作《堂吉诃德》，“把骑士文学的地盘完全摧毁”，他沿用骑士作为主角的写作形式，把骑士制度、骑士精神漫画化，当他的小说出版后，西班牙的骑士小说也随之崩溃。

## 主题

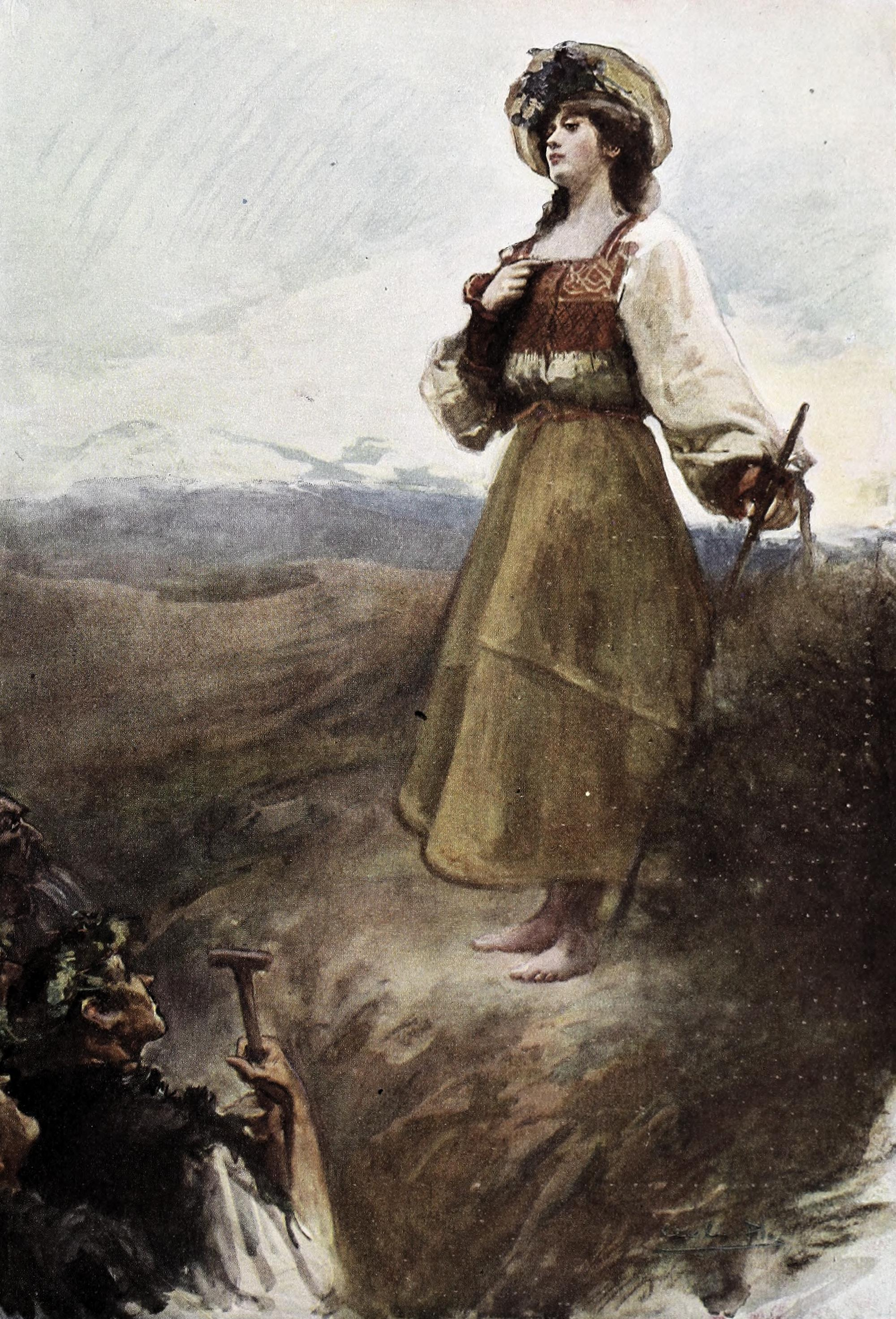
塞西利奧·普拉插圖中的牧羊女瑪塞拉。根據一些解釋可以得知，這個女性角色在父權社會中捍衛自己的獨立。

這部作品的主題豐富，就其本身而言，是取之不盡、用之不竭的。它涉及了對當時世界的重新理解或反映世界觀。
作品的主題圍繞著是否有可能在現實中找到理想。 正如路易斯·羅薩萊斯（Luis Rosales）所研究的那樣，這個主題與倫理概念密切相關，即人類生活的自由。塞萬提斯多次被囚禁在阿爾及爾並試圖越獄，並為歐洲擺脫鄂圖曼帝國的自由而奮鬥。人對於現實該堅守什麼？通过自由的行使可以形成什麼想法？是我們改變了世界，還是世界改變了我們？什麼是最理智的或最不瘋狂的？嘗試改變世界道德嗎？英雄有可能嗎？
《堂吉诃德》作者塞万提斯在序言中申明“这部书只不过是对于骑士文学的一种讽刺”，目的在于“把骑士文学地盘完全摧毁”。书籍中描绘了西班牙在16世纪和17世纪的整个社会，公爵、公爵夫人、封建地主、僧侣、牧师、兵士、手工艺人、牧羊人、农民，不同社会阶层的男女各色人物一共700多个，討論了西班牙在这一时期的政治、法律、道德、宗教、文学、艺术和私有财产制度，还包含了對騎士小說、田園小說以及洛佩·德·维加創造的新戲劇公式的批判。小说也被誉为“行将灭亡的骑士阶级的现实主义文学名著”。

## 内容情节
全書共由两個部分所構成，敘述了唐吉訶德的三次冒險歷程。

### 第一次歷險
第一部前半段的劇情。單槍匹馬，範圍不出唐吉訶德的家鄉拉曼查地區，自作自受,重傷而歸。所以他的家人们把整屋子的騎士小說全燒了。

### 第二次歷險
第一部後半段的劇情。他找到鄰居桑丘·潘沙擔任他的侍從，並承諾給他一個總督的官。主僕兩人偷偷地出門，一路上做出許多荒唐可笑的蠢事，將風車當成巨人、把旅店看做城堡、又將羊群視為敵軍，還打倒官差、釋放一批惡囚，最後卻反被囚犯掠奪，差一點喪命，被人用笼子、牛车帶回家中。

### 第三次歷險
第二部的劇情。兩人前往巴塞罗那（Barcelona），並參加了幾場當地舉辦的比武，被公爵夫婦請到城堡做客，桑丘正式擔任總督治理海島，實際上幕後卻是公爵夫婦故意設計、惡整他們二人的鬧劇。他的鄰居桑松·卡拉斯科（Sansón Carrasco）先後變裝成鏡子騎士、白月騎士，試圖通過騎士道的決鬥打敗唐吉訶德，打醒他的遊俠騎士夢。唐吉訶德最後被打敗，抑鬱回家，病倒在床，后来終於醒悟，痛斥騎士小說，临终时立下遗嘱告訴外甥女說想要繼承遺產就不准嫁給騎士，甚至喜欢读骑士小说的人。

## 人物介紹

### 堂吉诃德
唐吉訶德，本書的主人翁。本名為：阿隆索·吉哈諾（Alonso Quijano）
堂吉诃德是一个瘦削的、面带愁容的小贵族，由于酷爱阅读骑士文学，走火入魔，骑上一匹瘦弱的老马，找到一柄生了锈的长矛，带着破了洞的头盔，开始游历天下，锄强扶弱，为人们打抱不平。他雇用了附近的农民桑丘·潘萨做侍从，骑着驴儿跟从在后面；堂吉诃德又把邻村一个挤奶姑娘想象成为他的梦中人，给她取名为“托波索之达辛妮娅”（Dulcinea del Toboso）。随后他以一个没有受到正式封号的骑士身份开始冒险事业，他完全失掉对现实的感觉而沉入了漫无边际的幻想中，唯心地对待身边的一切，一路上闯祸不少，吃亏不少，挨打不少，他把乡村客店当做城堡，把老板当做寨主，硬要老板封他做骑士；老板把马料账本当做《圣经》，册封他为骑士；他看到风车，冲上去和它大战一场，弄得遍体鳞伤；他把羊群当做军队，冲上去厮杀，被牧童用石子打肿了脸，打落了牙齿。他把理发匠当做武士，抢夺他的洗脸盆当做头盔；他解放了一群罪犯，并且杀了押送的衙役；他就这样糊里糊涂地度过了自己的晚年，直到被桑松·卡拉斯科打醒後才悔悟。

### 桑丘·潘萨
桑丘·潘萨（Sancho Panza）
桑丘原本是近所的一名農夫，鄉村貴族唐吉訶德由於沉迷騎士遊俠小說，說服農夫桑丘跟他一起上路。

### 杜尔西内娅·德尔托波索
杜爾西內亞·德爾托波索（Dulcinea del Toboso）：又譯「達辛尼亞」。是一名附近農村養豬的村姑、唐吉訶德把她看成了華貴聖潔的「杜爾西內亞」（Dulcinea）。这个是堂吉诃德给她另取得名字，因为这样听上去更有声望。她的原名叫做艾爾東莎·洛倫佐（Aldonza Lorenzo）。

### 公爵夫妻
公爵夫妻：本名不詳，遇到唐吉訶德和桑丘後熱情款待了二人，他們的目的卻是在幫助唐吉訶德實現騎士夢的過程中取樂。

### 学士
学士：本名桑松·卡拉斯科（Sansón Carrasco），唐吉訶德的好友，僅在後面的劇情登場。他先後變裝成「鏡子騎士」和「白月騎士」，試圖透過騎士道的決鬥打敗唐吉訶德，打醒他的遊俠騎士夢。

## 评价
约翰·沃尔夫冈·冯·歌德：“我感到塞万提斯的小说，真是一个令人愉快又使人深受教益的宝库。”
乔治·戈登·拜伦：“《堂吉诃德》是一个令人伤感的故事，它越是令人发笑，则越使人感到难过。这位英雄是主持正义的，制伏坏人是他的唯一宗旨。正是那些美德使他发了疯。”
海因里希·海涅：“塞万提斯、莎士比亚、歌德成了三头统治，在叙事、戏剧、抒情这三类创作里分别达到登峰造极的地步。”
维克多·雨果：“塞万提斯的创作是如此地巧妙，可谓天衣无缝；主角与桑丘，骑着各自的牲口，浑然一体，可笑又可悲，感人至极⋯⋯”
维萨里昂·格里戈里耶维奇·别林斯基：“在欧洲所有一切著名文学作品中，把严肃和滑稽，悲剧性和喜剧性，生活中的琐屑和庸俗与伟大和美丽如此水乳交融⋯⋯这样的范例仅见于塞万提斯的《堂吉诃德》。”
米兰·昆德拉：“塞万提斯发明了现代小说。”
弗拉基米尔·纳博科夫：“堂吉诃德是一个童话故事，正如荒凉山庄也是一个童话故事，死魂灵也是一个童话故事，包法利夫人和安娜·卡列尼娜都是最优秀的童话故事。倘若没有这些童话故事，世界就会变得不真实。”

## 中文译本

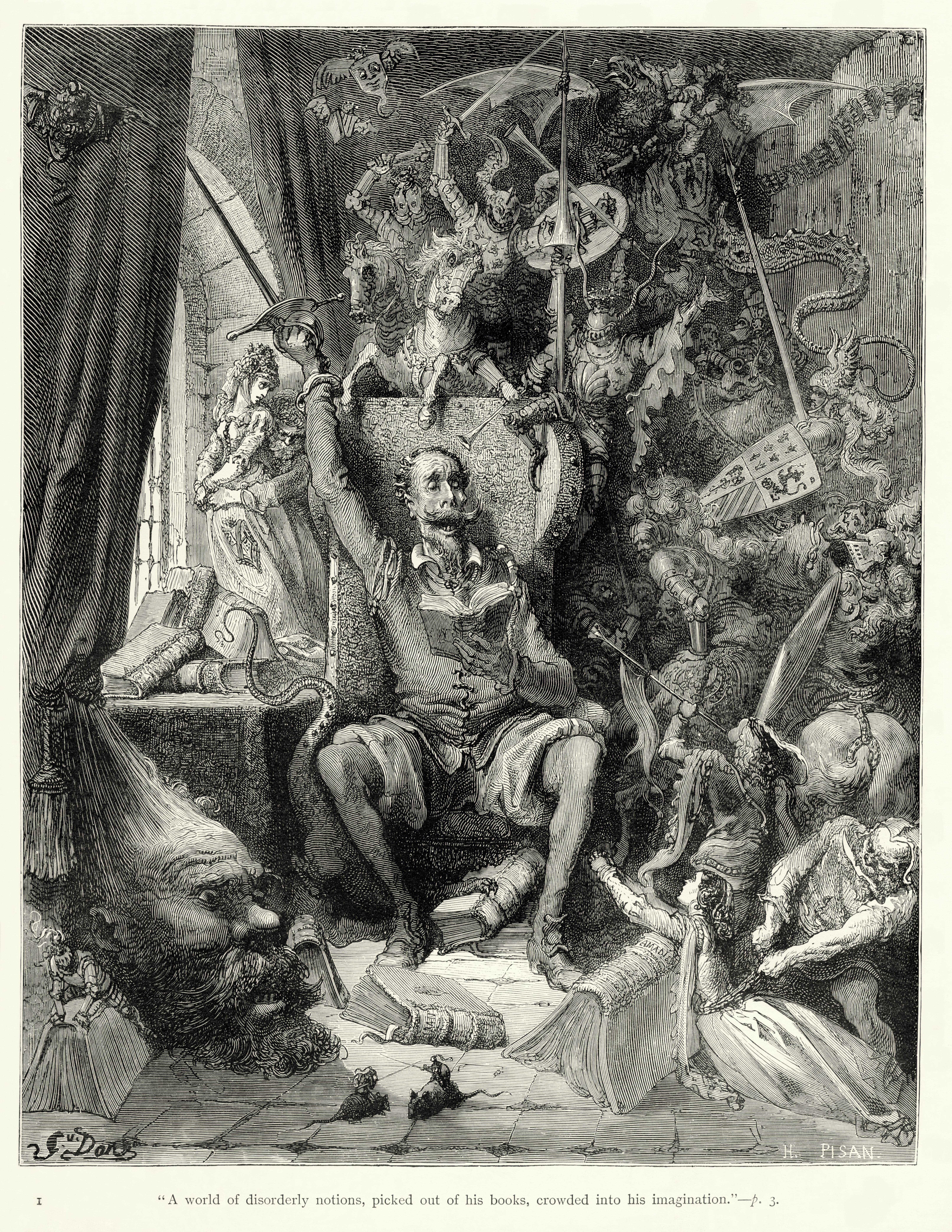
《唐吉訶德》插图。

1997年人民文学出版社在出版《塞万提斯全集》时作了一个统计：1922年至1997年在中国共出版了19个不同的版本的《堂吉诃德》。
- 1922年，首譯文言本，《魔侠传》（两卷本），林纾、陈家麟合译，上海商务印书馆
- 1937年，縮寫改寫本，《堂吉诃德》温志达译， 启明书局
- 1939年，單譯第一部，《吉诃德先生传》，傅东华译，上海商务印书馆
- 1954年，單譯第一部，《吉诃德先生传》，伍实译，作家出版社
- 1956年，縮寫改寫本，《吉诃德先生传》（沙克莱改写本），刘云译，中国青年出版社
- 1959年，縮寫改寫本，《吉诃德先生传》（沙克莱改写本），常枫译，香港侨益书局
- 1959年，二部全譯本，《唐吉诃德》（第一、二部），傅东华译，人民文学出版社，第一個二部全譯本，由英文轉譯
- 1978年，二部全譯本，《堂吉诃德》，杨绛译，人民文学出版社

楊絳女士曾着力翻译《唐吉訶德》，她从1958年开始自学西班牙语，1961年着手翻译，文化大革命初期，已被完成的译稿被红卫兵没收，由科学院外文所德语文学研究专家張黎發現被沒收之译稿，交呈人事處，文革後期繼續重譯。而《堂吉诃德》第一版在文革结束后不久首印的十万套很快售完，第二次印刷又是十万套，影响巨大。1978年《唐吉訶德》中譯本出版時，正好西班牙國王訪問中國大陸，鄧小平把它作為禮物送給了西班牙國王。1987年出版第2版，又印，1989年於臺灣聯經出版社出版繁體字本，1995年人民文學又推出文庫精裝本，2005年人民文學出版社再推出插圖珍藏本，總計前後版本有多種。杨绛本人也因为翻译该书的贡献而荣获西班牙国王颁发的骑士勋章。根据人民文学出版社介绍，此中译本到现在为止已累计发行70万册，是此书各種中译本中发行量最多的译本。
但此譯本也曾被指出有誤譯、意譯、刪譯等的現象，西葡拉美文學研究會在1994年的一次會議上曾經安排北京外国语大学西班牙语专家董燕生發言，比較他與楊絳譯本的區別，指出楊絳譯本的诸多明显錯誤。林一安也於1996年在《出版廣角》和2003年在《中華讀書報》發表文章批評楊絳譯本。这些批评引发了一些学术争论，如杨绛将《堂吉诃德》中一句成语“con los pelos en el pecho”译为“胸上长毛”，林一安称是误译，应译“男子汉气概”，但陈众议认为這是妙笔。另一位譯者董燕生表示，“她太自信了，该查字典的地方没有去查字典”。对于指出的一些错误，杨绛表示那是自己在斟酌语境时作出的选择，但“尊重专家、行家的意见”。
- 1981年，縮寫改寫本，《堂吉诃德》，冰晶编译，四川少年儿童出版社
- 1981年，縮寫改寫本，《堂吉诃德》（萨克雷缩写本），罗其精译，湖南人民出版社
- 1981年，縮寫改寫本，《堂吉诃德先生的冒险故事》（萨克雷改写本），陈伯吹译，上海少儿出版社
- 1982年，縮寫改寫本，《堂吉诃德》（墨西哥纳瓦罗改写本），张世春、殷国义译，北京外语教学与研究出版社
- 1990年，縮寫改寫本，《堂吉诃德》（缩写本），徐少军缩写，人民文学出版社
- 1995年，二部全譯本，《唐吉诃德》，陈建凯、郭先林译，甘肃人民出版社，2000年由北岳文藝出版社再出版，2003年由中國致公出版社再出版
- 1995年，二部全譯本，《堂吉诃德》，董燕生译，浙江文艺出版社

1995年由浙江文藝出版精裝和平裝兩種版本。1998年於臺灣光復書局以套書“珍本世界名著”書系出版繁體字本。董燕生教授也因翻译《堂吉诃德》荣获1995－1998年全国优秀文学翻译家彩虹奖，2001年又获中国作家协会颁发的第二届鲁迅文学奖。2006年改由長江文藝出版社出版插圖特裝修訂本，另有一般精裝本。據長江文藝出版社吳超介紹，此次出版的《唐吉訶德》，是董燕生教授根據1984年西班牙語版譯的。這個譯本曾在20世紀末出過中文版，此次付印前，董燕生對譯文作了修訂，並收入了法國著名畫家古斯塔沃·多雷所作的156幅插圖。此外，塞萬提斯學院院長莫利納、《唐吉訶德》初版城市所在地卡斯蒂利亞和萊昂地區自治政府主席埃雷拉為譯本作序，撰寫專文，並提供了珍貴史料。而西班牙萊昂地區自治政府購買了總價4萬美元的特裝本，作為給北京塞萬提斯學院成立慶典的禮物。
- 1995年，二部全譯本，《堂吉诃德》，屠孟超译，译林出版社，2005年於臺灣遠流出版社出版繁體字本
- 1995年，二部全譯本，《唐吉诃德》，刘京胜译，漓江出版社

2001年由北京燕山出版社再出版，2006年由國際文化出版公司再出版。另有伊犁人民出版社於2000年1月出版的《世界名著百部》丛书中有《唐吉诃德》一书，整体内容与其1995年在漓江出版社出版的《唐吉诃德》相同或近似，只是替换了部分词语。所以譯者刘京胜本人曾於2001年8月底以伊犁人民出版社侵犯其作品的使用权、署名权、改编权、获酬权为由向北京市第二中级人民法院提起诉讼，此外，刘京胜称，延边人民出版社出版的《世界传世名著》《中学生课外必读名著全集》《世界文学名著阅读文库》和《世界名著百部精华》四套丛书中的《唐吉诃德》均几乎不加修改地全文抄袭其1995年出版的《唐吉诃德》。最後，還有遠方出版社亦是如此。
- 1996年，縮寫改寫本，《堂吉诃德》（少年版），杨绛译、刘强缩改，明天出版社
- 2000年，二部全譯本，《唐吉诃德》，唐民權译，陝西人民出版社，2007年由華夏出版社再出版
- 2001年，二部全譯本，《唐吉诃德》，宿春禮译，時代文藝出版社
- 2001年，二部全譯本，《堂吉诃德》，孫家孟译，北京十月文藝出版社

与已出版的各中文版本相比较，这一译本最为完整。它具体增添了如下新内容：
1. 原版书中塞万提斯自己写了11首赞美《堂吉诃德》的诗，都比较艰深，其中有三四首尤为难译。所谓难译，就是每句话都缺尾巴，少一个音节，是为“无尾诗”。此次孫家孟将11首诗全部译出置于正文之前；
2. 上下两卷都补译了国王的出版特许、御前会议为本书的定价公文及本书勘误之证明，有助于了解当时的西班牙世风国情和世界出版史；
3. 下卷补译了几位审查官对本书的意见，实则是在当时情况下他们对本书的评价。另外裝禎上也頗具創新，2000年西班牙驻中国大使馆在中国美术展览馆举办了该国世界驰名绘画大师萨尔瓦多·达利的画展，引起巨大轰动，其中38幅为《堂吉诃德》绘制的精美插图，此書便首次採用了達利的插圖。

- 2001年，二部全譯本，《堂吉诃德》，张广森译，上海译文出版社

## 衍生作品
此小說曾被多次改編，最出名的有：
- 《我，唐吉訶德》（I, Don Quixote）
- 《夢幻騎士》（Man of La Mancha），1965年百老匯音樂劇
- 《唐吉訶德（英语：Don Quixote (Strauss)）》，理查德·施特劳斯之交响诗作品，1897年
- 美國百老匯以《唐吉訶德》為藍本所改編的歌舞劇《夢幻騎士》（Man of La Mancha），重新塑造唐吉訶德為「逐夢者」這一新形象，深入描寫他對自己夢想不顧一切的勇往直前；以及加入了因為唐吉訶德的慇勤讚美，結果陰錯陽差意外改變了女主角達辛妮亞（Dulcinea）之自信，最後讓她跳脫一介村姑的命運，成為一位真正高貴淑女之橋段
- 《夢幻騎士》或《武士英魂》（Man of La Mancha），1972年好萊塢電影

## 脚注
1. 在台湾常误寫作《唐吉軻德》。
2. ↑  須注意的是：Don是西班牙貴族的尊稱，相當於英文的「Sir」、「Lord」，所以唐吉訶德的意思是吉訶德「爵士」、「閣下」、「大人」或「先生」。
3. ↑  「Panza」是「挺著肚子」的意思。